# Aconitum kagerpuense
Aconitum kagerpuense är en ranunkelväxtart som beskrevs av Wen Tsai Wang. Aconitum kagerpuense ingår i släktet stormhattar, och familjen ranunkelväxter. Inga underarter finns listade i Catalogue of Life.